# 趙蕊蕊
趙 蕊蕊（ちょう ぬいぬい, 中国語: 赵 蕊蕊、1981年10月8日 - ）は、中華人民共和国の元女子バレーボール選手。江蘇省南京市出身。

## 来歴
1994年、中国人民解放軍のバレーボールチームに選ばれる。
1999年、17歳で中国女子ナショナルチームに選出された。しかし同年ひざを痛めて半年以上活動することができなかった。
2000年後半に復帰し2001年アジア選手権ではベストスコアラーとMVPを獲得した。
2003年、ワールドカップに出場して金メダルを獲得。
2004年アテネ五輪前に右足を怪我した。怪我はアテネ五輪のアメリカ戦でさらに悪化し残りの試合に出場することができなかった。
2004年以降代表チームから離れていたが2008年に復帰した。

## 球歴
- 2001年　アジア選手権 （1位、MVP、ベストスコアラー賞）
- 2002年　ワールドグランプリ （2位、most popular player）
- 2003年　アジア選手権　（1位、MVP、ベストブロッカー賞）
- 2003年　ワールドカップ　（1位）
- 2004年　アテネ五輪　（金メダル）
- 2008年　北京五輪　（銅メダル）

## 所属クラブ
- 八一（1994-2010年）